# De Vijf en het gestrande goudschip
De Vijf en het gestrande goudschip is het eerste deel uit de De Vijf-boekenreeks. Het boek werd in 1943 geschreven door Enid Blyton onder de titel Five on a treasure island.
Het boek werd voor Nederland bewerkt door W.A. Fick-Lugten en uitgegeven door H.J.W. Becht, met illustraties van Jean Sidobre. Begin 2000 werd het boek opnieuw uitgegeven in een vertaling van J.H. Gever en voorzien van illustraties door Julius Ros.

## Verhaal
Julian, Dick en Annie gaan logeren bij hun nicht Georgina, die liever een jongen zou zijn en George genoemd wil worden. George heeft een eigen eiland van haar opa geërfd, Kirrin-Eiland. Door een storm wordt een van de scheepswrakken rond het eiland naar boven getild en op de riffen gesmeten. In het wrak vinden ze een oud kistje met een aanwijzing voor een schat. Maar ze blijken niet de enigen die op zoek zijn naar goud...